# Anomala kapiriensis
Anomala kapiriensis är en skalbaggsart som beskrevs av Benderitter 1921. Anomala kapiriensis ingår i släktet Anomala och familjen Rutelidae. Inga underarter finns listade i Catalogue of Life.